# Klos (Elbasani)
Klos é uma comuna (em albanês:  komuna) da Albânia localizada no distrito de Elbasani, prefeitura de Elbasani.